# Kathrin Giese
Kathrin Giese är en östtysk kanotist.
Hon tog bland annat VM-guld i K-4 500 meter i samband med sprintvärldsmästerskapen i kanotsport 1982 i Belgrad.